# På rätt köl

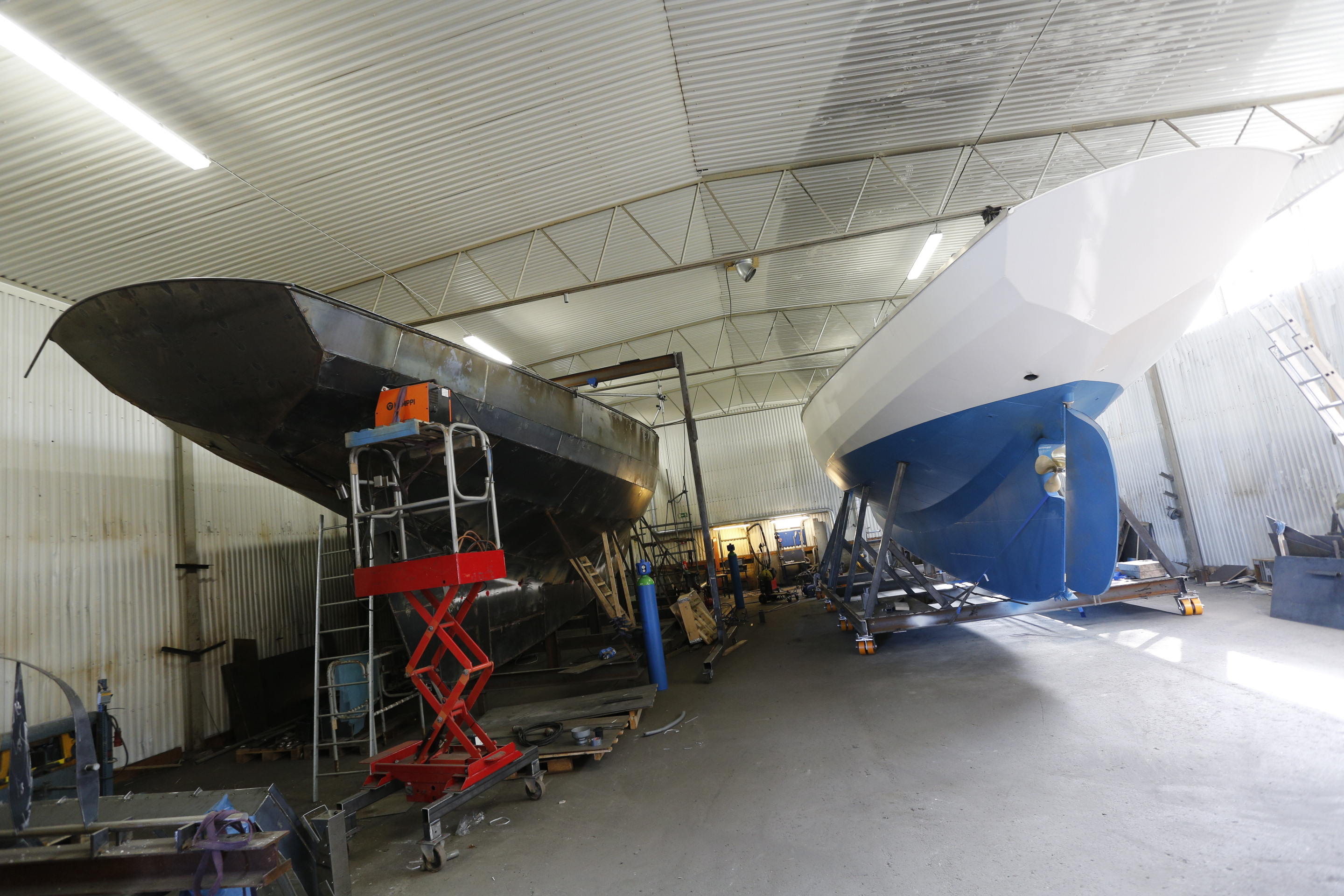
Skolan På rätt köl byggde bl.a. segelfartyg.

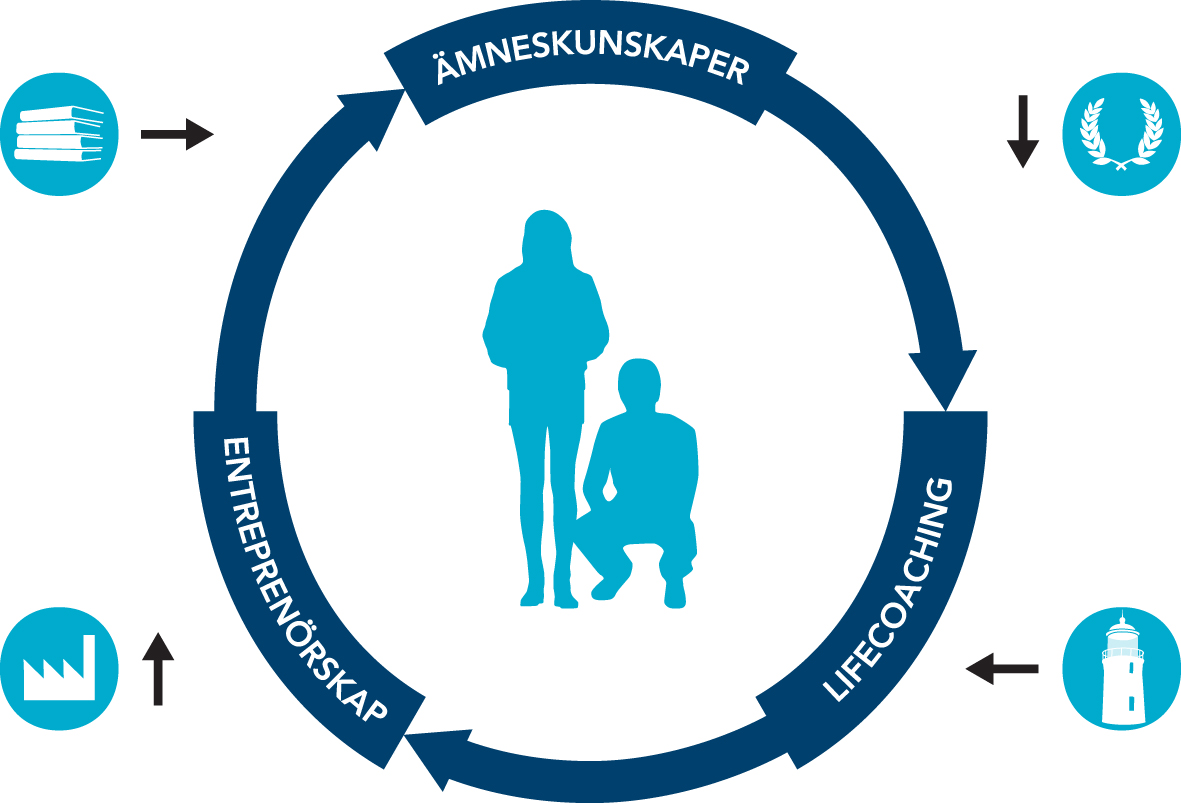
Skolans vision.

På rätt köl var en gymnasieskola som startade våren 2010 i Umeå. 
Skolans inriktning var bygg- och industriteknisk gymnasieutbildning, en valbar utbildning inom Umeå kommuns introduktionsprogram, med inriktningarna svets och husbyggande. Utbildningen varade i 3 till 4 år beroende på start, eleverna kunde välja att påbörja utbildningen i nian eller första året på gymnasiet beroende på behov och önskemål. I juni 2017 lades skolan ned med ambitionen att en liknande verksamhet skulle byggas upp i kommunens egen regi.

## Vem fanns skolan till för?
Skolan fanns till för elever med neuropsykiatrisk funktionsvariation (av typerna adhd, add, autism). Flera av barnen hade även olika grader av social fobi.

## Skolmodellen
Ambitionen var att fånga upp personer i gymnasieåldern som inte nått skolframgång. Umeå kommun hade just då en social investeringsfond som ville skapa ett nytt sätt att tänka kring målgruppen. Med målet att eleverna skulle kunna söka och behålla ett arbete startade skolan upp som en plattform för samverkan mellan kommun, universitet, föreningsliv, kyrka och näringsliv där På rätt köl samordnade och kanaliserade stödet till eleverna. Utbildningen hade plats för 15 elever åt gången. 
När eleverna kom till På rätt köl låg snittet för frånvaro på 80 procent i grundskolan. På rätt köl ville bryta mönstret genom att sätta eleverna i centrum och bygga undervisningen kring yrkesnära projekt för att öka motivationen till närvaro i skolan. Utbildningen följde svensk verkstadsstandard och svenska byggnormer. Skolarbetet växlade mellan teoretiska studier och praktiskt arbete. Lärarnas ansvar var att hitta vägar som fungerade i ett arbete som i stor utsträckning styrdes av elevernas mående och förmåga. Teoretiska ämnesstudier kombinerades med lifecoaching och motivationsstärkande praktiskt arbete vid byggandet av segelfartyg i stål och Attefallshus i trä samt mindre omfattande byggtekniska projekt. 
Pedagogernas stora fokus låg på att skapa en grad av tillgänglighet, erkännande, engagemang, samhandling, autonomi och tillhörighet. De ville skapa en känsla av delaktighet hos eleverna med hänsyn till elevens hela livssituation. Pedagogiken var speciellt anpassad med ett lågaffektivt bemötande i stressreducerande miljö. Pedagogerna hade en ambition att alltid ge snabb tillgång till specialisthjälp i nära samarbete med partners som stöttade elever och skola då problem uppstod.
Skolan startades av Nils Holm och Harry Ölmhagen. Nils är byggingenjör, omskolad till lärare i NO, matte och teknik, medan Harry hade arbetat i stålindustrin innan han blev lärare i matematik och musik. Både Nils och Harry hade arbetat som speciallärare i många år när idén om På rätt köl föddes.